# مرکز موسیقی حوزه هنری
مرکز موسیقی حوزه هنری یکی از شاخص ترین نهادهای موسیقی رسمی در ایران است که با بسیاری از هنرمندان برجسته موسیقی ایران در تولیدات و رویدادها همکاری داشته‌ است
موسیقی یکی از هنرهای ریشه‌دار در فرهنگ ایرانی‌هاست. از «باربد» تا «رودکی»؛ عمر خوانندگی و نوازندگی به اندازه‌ی عمر تمدن ایران است.
روند پرفرازونشیبِ موسیقی در ایران، در سال‌های حکومت پهلوی به افولِ موسیقیِ فاخر منجر شده بود. در آن دوران، صدای هنرمندانی که موسیقی را بدون ابتذال می‌خواستند، سخت شنیده می‌شد.
پیروزی انقلاب اما نویدِ دوران تازه‌ای را به اهالی موسیقی می‌داد.مرکز موسیقی حوزه هنری در سال 1360 تاسیس و خیلی زود پاتوق خوانندگان و نوازندگانی شد که زبان موسیقی را برای روایت آرمان‌های مردم ایران انتخاب کرده بودند.
حضور هنرمندان جوان در کنار وجود امکاناتی مثل استودیوهای مجهز ضبط موسیقی، باعث شد حوزه هنری به یکی از کانون‌های هنر موسیقی در روزگار پس از انقلاب تبدیل شود.
فعالیت‌های مرکز موسیقی حوزه هنری محدود به تولید آلبوم نیست و برگزاری محافل ماهانه، جشنواره های موسیقی ، حمایت از تولیدات مردمی و کمک به رشد گروه‌های سرود محلی از جمله اقدامات این مرکز است. تا امروز، بیش از ۳۰۰ آلبوم موسیقی و صدها قطعه، که بسیاری از آن‌ها مخاطبان پرشماری دارند در مرکز موسیقی حوزه هنری تولید شده است.
در حال حاضر این مرکز برنامه‌های تازه‌ای دارد و با ایده‌هایی مثل تولید پنج آلبوم موسیقی کودک، درحال شکل‌دادن به مسیری است که آینده‌ی متفاوتی را برای موسیقی در حوزه هنری رقم می‌زند.
مرکز موسیقی از سال ۱۳۶۰ فعالیت های خود را در تولید آثار موسیقایی (به ویژه آلبوم ها)، برگزاری رویدادها و همچنین آموزش و پژوهش موسیقی آغاز کرده است.
احمد پژمان، علیرضا افتخاری، محمدجواد ضرابیان، حسام الدین سراج، علیرضا عصار، علی اصغر شاهزیدی، محسن نفر، محمدرضا علیقلی، شاهین فرهت، علیرضا مشایخی،حمیدرضا نوربخش، همایون شجریان، فریدون شهبازیان، مجید درخشانی، سالار عقیلی، محمد معتمدی، عماد توحیدی، صدیق تعریف، مسعود شعاری، مجید اخشابی، بیژن بیژنی، ارشد طهماسبی، حسین پرنیا، محمدتقی سعیدی، حسین بهروزی نیا، سعید فرج‌پوری، حجت اشرف زاده، فضل الله توکل، حسین علیشاپور،  بامداد فلاحتی

## ریاست
رئیس کنونی مرکز موسیقی میلاد عرفانپور است. شهرت او بخاطر سرودن در قالب‌های سنتی و بخصوص رباعی است. او تاکنون یکبار نامزد جایزه قلم زرین و برگزیده جشنواره شعر فجر بوده‌است.
میلاد عرفان‌پور از تاریخ آبان ماه ۱۳۹۷ مدیر مرکز موسیقی حوزه هنری است.